# Pavlikeni
Pavlikeni (en búlgaro: Павликени) es una ciudad de Bulgaria en la provincia de Veliko Tarnovo.

## Geografía
Se encuentra a una altitud de 119 m s. n. m. a 217 km de la capital nacional, Sofía.

## Demografía
Según estimación 2012 contaba con una población de 11 629 habitantes.
|         | 2004   | 2005   | 2006   | 2007   | 2008   | 2009   | 2010   |
| Mujeres | 6 224  | 6 103  | 6 020  | 5 844  | 5 782  | 5 700  | 5 533  |
| Varones | 6 009  | 5 912  | 5 819  | 5 651  | 5 579  | 5 451  | 5 317  |
| Total   | 12 233 | 12 015 | 11 839 | 11 495 | 11 361 | 11 151 | 10 850 |